# Andrea Vötter
Andrea Vötter (Bressanone, 3 aprile 1995) è una slittinista italiana, campionessa mondiale nel doppio sprint ad Altenberg 2024 e vincitrice della Coppa del Mondo nel doppio nel 2022/23 e nel 2023/24.

## Biografia

### Carriera sportiva

#### Stagioni 2009-2013
Iniziò a gareggiare nello slittino su pista naturale ad undici anni e, a soli quattordici, conquistò la medaglia di bronzo nel singolo ai campionati mondiali juniores di Nova Ponente 2010; decise però di abbandonare la disciplina su pista naturale per passare a quella su pista artificiale in quello stesso 2010, dopo aver effettuato le prime discese sul tracciato olimpico di Igls.
Fu subito aggregata alla squadra nazionale italiana della classe giovani nella specialità del singolo, partecipando alla Coppa del Mondo di categoria nel 2010/11 conclusa in quindicesima posizione. La stagione seguente gareggiò nelle prime due tappe della Coppa del Mondo juniores per poi proseguire in quella giovani, terminando le classifiche rispettivamente al ventisettesimo ed all'ottavo posto; prese parte inoltre alla prima edizione dei Giochi olimpici giovanili invernali ad Innsbruck 2012 dove raggiunse la sesta piazza nel singolo e la quinta nella gara a squadre.
Nel 2012/13, sempre a livello junior, si piazzò settima nella Coppa del Mondo, disputando inoltre i campionati europei di Oberhof 2013 in cui finì settima e quelli mondiali di Park City 2013 in cui terminò ottava.

#### Stagioni 2014-2017

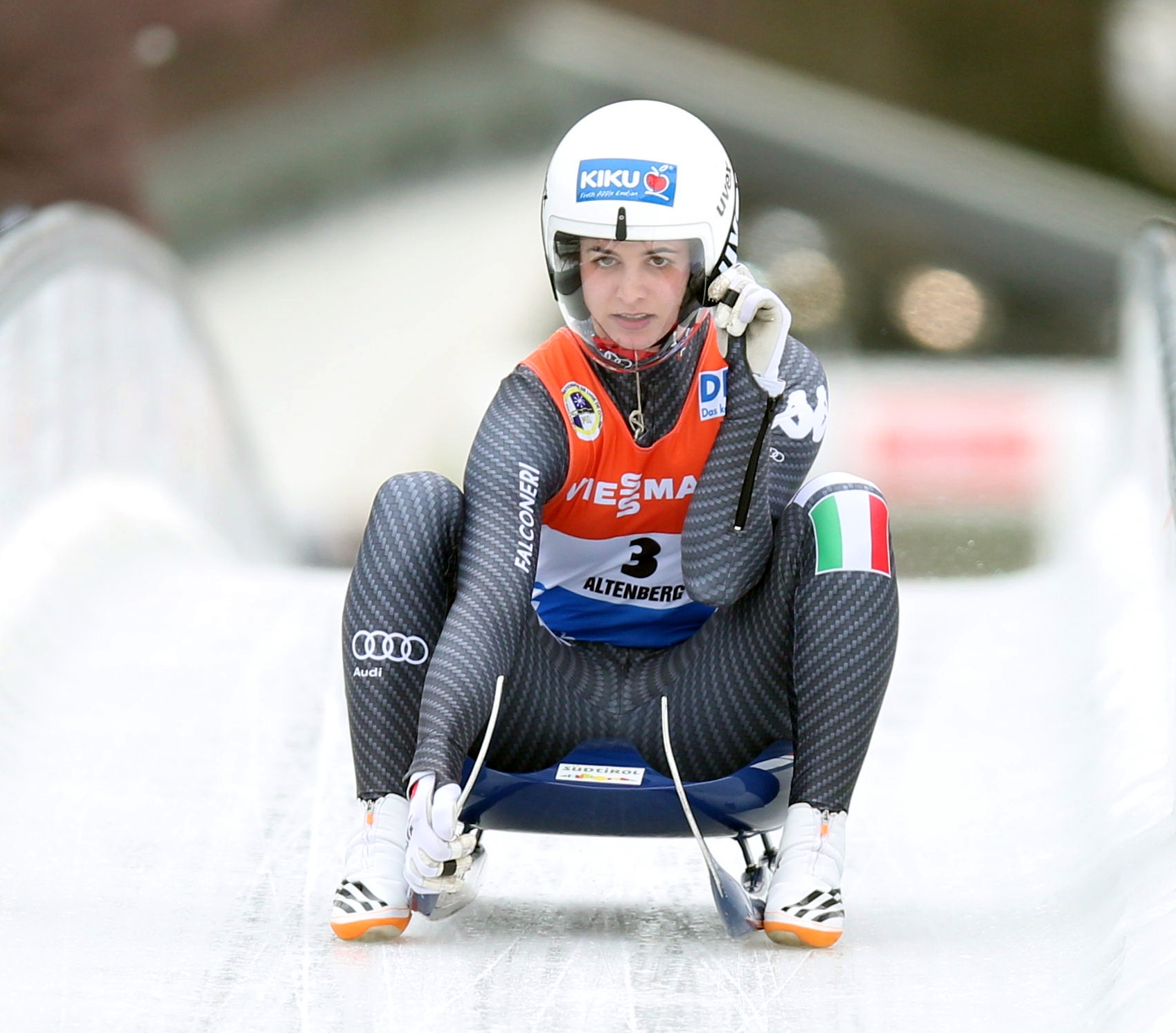
Andrea Vötter in gara ad Altenberg nel 2017.

Dalla stagione successiva, pur essendo ancora nei limiti previsti per poter gareggiare nella classe juniores, fu inserita stabilmente nella squadra maggiore esordendo in Coppa del Mondo nella tappa di Innsbruck il 23 novembre 2013, in cui colse il ventunesimo posto nel singolo, e concluse la graduatoria finale in ventottesima posizione; prese parte alla rassegna continentale di Sigulda 2014, in cui giunse quattordicesima, ai mondiali juniores
di Innsbruck 2014, dove vinse la medaglia d'oro, ed ai Giochi olimpici invernali di Soči 2014, piazzandosi al diciannovesimo posto.
L'annata seguente si classificò diciannovesima nella graduatoria di Coppa, quinta nella competizione iridata juniores di Lillehammer 2015 e partecipò anche a quella assoluta di Sigulda 2015 in cui fu diciottesima nel singolo -cogliendo la sesta piazza nella speciale classifica riservata alle under 23- e quarta nella gara a squadre; nelle due stagioni seguenti fu ventesima nella Coppa del Mondo 2015/16 e diciassettesima ai mondiali di Schönau am Königssee 2016, che le valse anche il sesto posto nella graduatoria under 23, e poi sedicesima nella Coppa 2016/17, nona nel singolo e quarta nella prova a squadre agli europei di Schönau am Königssee 2017, quattordicesima nel singolo e nella gara sprint e quarta nella staffetta ai mondiali di Innsbruck 2017, dove giunse inoltre quarta nella prova individuale tra le under 23.

#### Stagioni 2018-2022

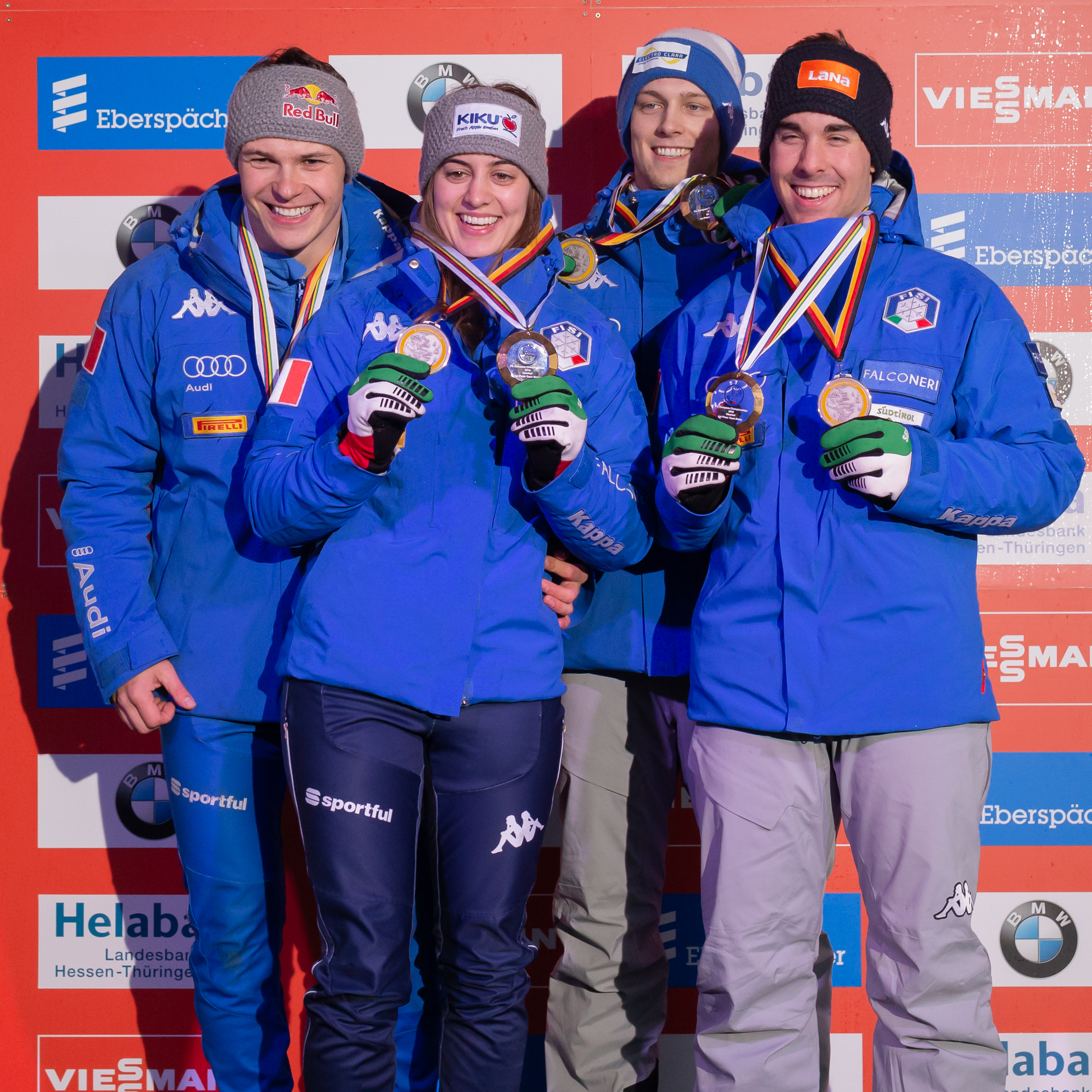
La formazione azzurra vincitrice del titolo europeo nella gara squadre ad Oberhof 2019.

Il 7 gennaio 2018, nella gara a squadre a Schönau am Königssee, conquistò il suo primo podio in Coppa del Mondo, nonché la sua prima vittoria; chiuse quell'edizione in sedicesima piazza nella graduatoria finale del singolo ed ai campionati continentali di Sigulda 2018 fu ottava nell'individuale e quarta nella staffetta, partecipò inoltre alle Olimpiadi di Pyeongchang 2018 terminando al decimo posto nel singolo ed al quinto nella prova a squadre.
La stagione successiva giunse settima nella classifica di Coppa, agli europei di Oberhof 2019 concluse in quarta posizione nel singolo e vinse il titolo continentale nella gara a squadre insieme a Dominik Fischnaller, Ivan Nagler e Fabian Malleier, mentre ai mondiali di Winterberg 2019 fu settima nel singolo, dodicesima nella prova sprint e quarta nella gara a squadre. Nel 2019/20 chiuse nuovamente settima in Coppa del Mondo, cogliendo anche il suo primo podio nella specialità individuale arrivando terza nella tappa di Altenberg il 12 gennaio 2020; nella rassegna europea di Lillehammer 2020 ottenne di nuovo la quarta piazza nel singolo e conquistò la medaglia d'argento nella gara a squadre, mentre in quella iridata di Soči 2020 finì decima nel singolo e quarta nella staffetta.
L'annata seguente terminò l'edizione di Coppa all'ottavo posto, i campionati continentali di Sigulda 2021 in undicesima posizione nel singolo ed in quarta nella gara a squadre e la competizione iridata di Schönau am Königssee 2021 in ventiquattresima piazza nell'individuale, in quindicesima nella prova sprint ed in quinta in quella a squadre; Nel 2021/22 fu ancora una volta settima nella classifica di Coppa, giunse ottava nel singolare e quarta nella prova a squadre agli europei di Sankt Moritz 2022 e partecipò ai suoi terzi Giochi olimpici a Pechino 2022 in cui colse la decima posizione nel singolo e la quinta nella gara a squadre.

#### Stagioni 2023-2025

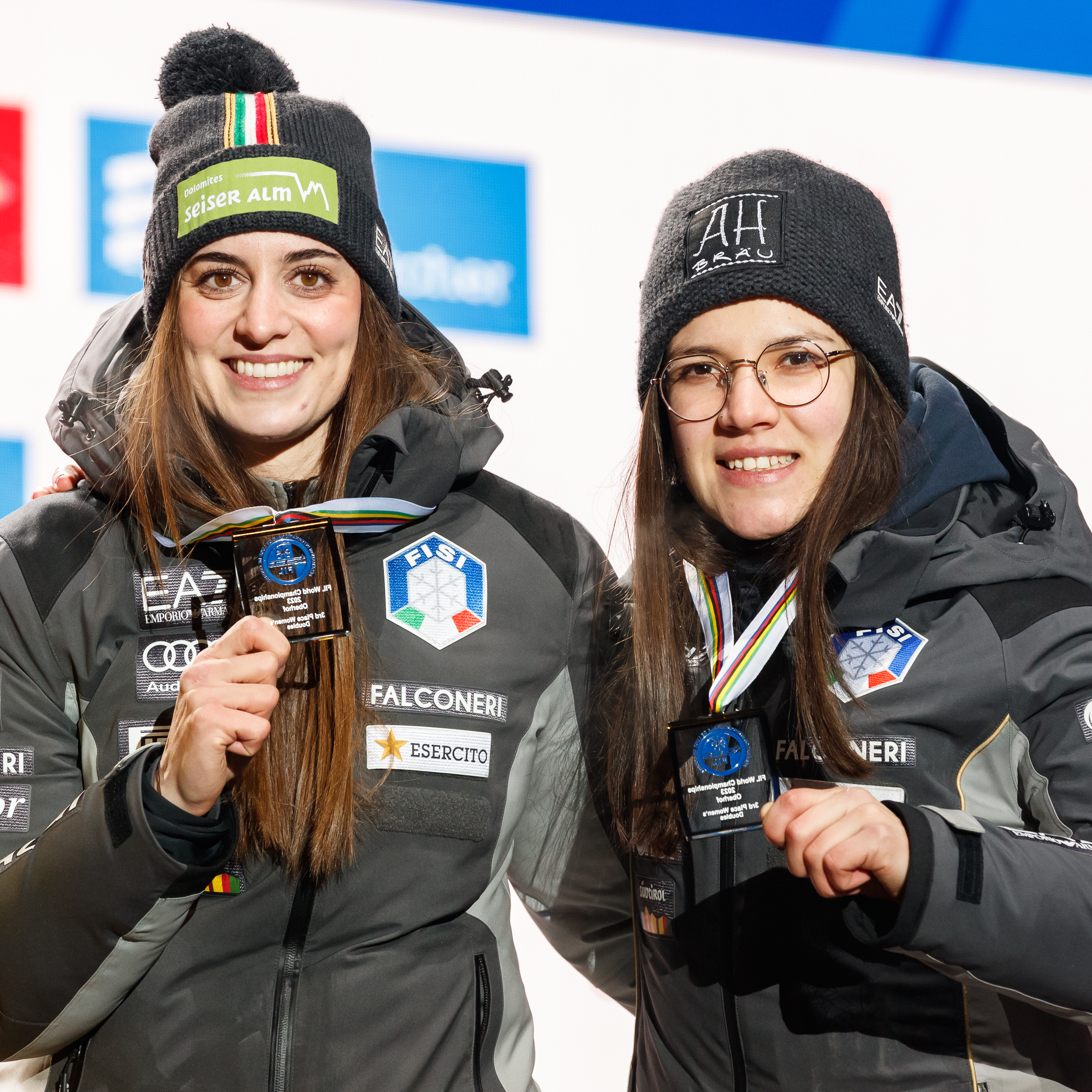
Vötter (a sinistra) e Oberhofer sul podio del doppio ai mondiali di Oberhof 2023.

Con l'inserimento del doppio femminile nel programma delle Olimpiadi di Milano Cortina 2026, dal 2022/23 la Vötter decise di cimentarsi anche in questa competizione, in coppia con Marion Oberhofer, senza comunque tralasciare l'attività nel singolo; nella tappa di esordio della Coppa del Mondo, disputata il 3 dicembre 2022 ad Innsbruck, raggiunse subito il suo primo podio in questa specialità con il terzo posto e la settimana successiva, a Whistler, ottenne la sua prima vittoria nel doppio; a fine stagione, con quattro primi posti ed undici podi ottenuti sulle dodici gare disputate, conquistò sia la sfera di cristallo generale sia le due coppette di specialità del doppio, mentre nel singolo giunse nona. Nella stessa annata prese parte agli europei di Sigulda 2023, in cui vinse la medaglia d'oro nella prova a coppie e finì nona in quella individuale, ed ai mondiali di Oberhof 2023, dove ottenne due medaglie di bronzo nelle gare del doppio e del doppio sprint e chiuse settima nel singolo e quarta nella prova a squadre. 
Dal 2023/24 gareggiò esclusivamente nella disciplina a coppie, bissando la vittoria nella graduatoria di Coppa del Mondo, grazie alle due vittorie ed agli altri otto podi raggiunti in stagione, conquistò la medaglia d'argento nel doppio e quella di bronzo nella prova a squadre nella rassegna continentale di Innsbruck 2024 e vinse il titolo iridato nella prova sprint ad Altenberg 2024, dove giunse inoltre al quarto posto nella prova classica e nella gara a squadre. 
Nella stagione seguente salì sul podio di Coppa nella specialità del doppio unicamente nella tappa di Winterberg, valevole anche come campionato europeo, in cui conquistò la medaglia di bronzo sia nel doppio sia nella gara a squadre e concluse in quinta posizione nella classifica generale; ai mondiali di Whistler 2025 giunse quarta nella prova a coppie, fu squalificata in quella a squadre e terminò quinta nella neonata specialità della staffetta mista doppio, insieme alla Oberhofer ed ai connazionali Ivan Nagler e Fabian Malleier.

## Palmarès

### Slittino su pista naturale

#### Mondiali juniores
- 1 medaglia:
  - 1 bronzo (singolo a Nova Ponente 2010).

### Slittino su pista artificiale

#### Mondiali
- 3 medaglie:
  - 1 oro (doppio sprint ad Altenberg 2024);
  - 2 bronzi (doppio, doppio sprint ad Oberhof 2023).

#### Europei
- 7 medaglie:
  - 2 ori (gara a squadre ad Oberhof 2019; doppio a Sigulda 2023);
  - 2 argenti (gara a squadre a Lillehammer 2020; doppio ad Innsbruck 2024);
  - 3 bronzi (gara a squadre ad Innsbruck 2024; doppio, gara a squadre a Winterberg 2025).

#### Mondiali juniores
- 1 medaglia:
  - 1 oro (singolo ad Innsbruck 2014).

#### Coppa del Mondo
- Miglior piazzamento in classifica generale di Coppa del Mondo nel singolo: 7ª nel 2018/19, nel 2019/20 e nel 2021/22.
- Vincitrice della Coppa del Mondo generale nel doppio nel 2022/23 e nel 2023/24.
- Vincitrice della Coppa del Mondo di specialità nel doppio nel 2022/23.
- Vincitrice della Coppa del Mondo di specialità nel doppio sprint nel 2022/23.
- 34 podi (1 nel singolo, 17 nel doppio, 5 nel doppio sprint, 1 nelle staffette miste doppio, 10 nelle gare a squadre):
  - 10 vittorie (5 nel doppio, 1 nel doppio sprint, 4 nelle gare a squadre);
  - 11 secondi posti (6 nel doppio, 3 nel doppio sprint, 2 nelle gare a squadre);
  - 13 terzi posti (1 nel singolo, 6 nel doppio, 1 nel doppio sprint, 1 nelle staffette miste doppio, 4 nelle gare a squadre).

##### Coppa del Mondo - vittorie
| Data             | Luogo                | Paese       | Disciplina                                                            |
| ---------------- | -------------------- | ----------- | --------------------------------------------------------------------- |
| 7 gennaio 2018   | Schönau am Königssee | Germania    | Gara a squadre con Dominik Fischnaller, Ivan Nagler e Fabian Malleier |
| 10 febbraio 2019 | Oberhof              | Germania    | Gara a squadre con Dominik Fischnaller, Ivan Nagler e Fabian Malleier |
| 24 novembre 2019 | Innsbruck            | Austria     | Gara a squadre con Dominik Fischnaller, Ivan Nagler e Fabian Malleier |
| 6 dicembre 2020  | Altenberg            | Germania    | Gara a squadre con Kevin Fischnaller, Ludwig Rieder e Patrick Rastner |
| 10 dicembre 2022 | Whistler             | Canada      | Doppio con Marion Oberhofer                                           |
| 17 dicembre 2022 | Park City            | Stati Uniti | Doppio con Marion Oberhofer                                           |
| 14 gennaio 2023  | Sigulda              | Lettonia    | Doppio con Marion Oberhofer                                           |
| 4 febbraio 2023  | Altenberg            | Germania    | Doppio con Marion Oberhofer                                           |
| 3 febbraio 2024  | Altenberg            | Germania    | Doppio con Marion Oberhofer                                           |
| 25 febbraio 2024 | Sigulda              | Lettonia    | Doppio sprint con Marion Oberhofer                                    |

#### Coppa del Mondo juniores
- Miglior piazzamento in classifica di Coppa del Mondo juniores nel singolo: 7ª nel 2012/13.

#### Coppa del Mondo giovani
- Miglior piazzamento in classifica di Coppa del Mondo giovani nel singolo: 8ª nel 2011/12.